# Сухлеб
Сухлеб (пол. Suchleb, нім. Zukleba, 1937-1945: Steinfelde) — село в Польщі, у гміні Ліпінки-Лужицькі Жарського повіту Любуського воєводства.
Населення — 142 особи (2011).
У 1975-1998 роках село належало до Зеленогурського воєводства.

## Демографія
Демографічна структура станом на 31 березня 2011 року:
|          | Загалом | Допрацездатний вік | Працездатний вік | Постпрацездатний вік |
| -------- | ------- | ------------------ | ---------------- | -------------------- |
| Чоловіки | 67      | 10                 | 50               | 7                    |
| Жінки    | 75      | 13                 | 42               | 20                   |
| Разом    | 142     | 23                 | 92               | 27                   |